# Arizonaphlyctidaceae
Arizonaphlyctidaceae är en familj av svampar. Arizonaphlyctidaceae ingår i ordningen Rhizophlyctidales, klassen Chytridiomycetes, divisionen pisksvampar och riket svampar.
|                      | Sonoraphlyctidaceae               |
|                      |                                   |
|                      | Borealophlyctidaceae              |
|                      |                                   |
| Arizonaphlyctidaceae | \| \| Arizonaphlyctis \| \| \| \| |
|                      | \| \| Arizonaphlyctis \| \| \| \| |
|                      | Arizonaphlyctis                   |
|                      |                                   |

|  | Arizonaphlyctis |
|  |                 |